# Monarcòmacs
Els monarcòmacs (del grec antic μόναρχος monarchos monarc i μάχομαι machomai lluitar) van ser un grup d'escriptors i filòsofs adversaris de la monarquia absoluta des de finals del segle xvi.
La paraula, originalment considerada com un insult, va ser inventada pel jurista escocès i monarquista convençut William Barclay (1546–1608), en un seu pamflet contra els autors calvinistes que refusaven el principi de l'absolutisme. El llibre Vindiciae contra tyrannos (Reivindacions contra els tirans), atribuït als hugonots Hubert Languet (1518-1581) o Philippe du Plessis-Mornay (1549-1623) en va ser una de les obres clau. En aquesta època, la crítica de l'absolutisme no es limitava al món protestant. A la seva obra De Rege et institutione regis del 1598, el jesuïta Juan de Mariana (1536-1624) va desenvolupar idees sobre el tiranicidi justificat quan el príncep s'apodera de l'estat amb força i armes.
La idea de la legítima resistència contra lleis i la desobediència contra tirans és anterior. Els monarcòmacs van modernitzar-la en introduir idees de lleis constitucionals, considerades com un contracte entre el monarca i el poble. Si el monarca no respectava el contracte, el poble no només tenia el dret de no obeir, però també l'obligació de resistir o destituir el monarca. Les teories monarcòmaques van inspirar el jurista i primer escrivà dels Estats Generals dels Països Baixos, Jan Van Asseliers (±1520-±1584) en el seu Plakkaat van Verlatinghe (1581) on donava els arguments per desposseir la Corona de Castella als Països Baixos espanyols.